# Colombiaans voetbalelftal in 2004
Het Colombiaans voetbalelftal speelde in totaal zestien officiële interlands in het jaar 2004, waaronder zes duels bij de strijd om de Copa América in Peru, waar de ploeg in de troostfinale verloor van Uruguay (1-2). De ploeg stond onder leiding van Reinaldo Rueda, de opvolger van Francisco Maturana, die Colombia in 2001 naar de eindzege had geleid in het toernooi om de Copa América in eigen land. Op de in 1993 geïntroduceerde FIFA-wereldranglijst steeg Colombia in 2004 van de 39ste (januari 2004) naar de 26ste plaats (december 2004).

## Balans
| Wedstrijden | Wedstrijden | Wedstrijden | Wedstrijden | Doelpunten | Doelpunten | Doelpunten | Punten |
| Gespeeld    | Winst       | Gelijk      | Verlies     | Voor       | Tegen      | Saldo      | Punten |
| ----------- | ----------- | ----------- | ----------- | ---------- | ---------- | ---------- | ------ |
| 16          | 8           | 5           | 3           | 22         | 11         | +11        | 1.312  |

## Interlands
|                                                        |                         |       |                    |                                                                                                   |
| 18 februari Vriendschappelijk № 381 «onderlinge duels» | Honduras                | 1 – 1 | Colombia           | Estadio Tiburcio Carías Andino, Tegucigalpa Toeschouwers: 8.000 Scheidsrechter: Nery Alfaro (ESA) |
| 18 februari Vriendschappelijk № 381 «onderlinge duels» | Julio César de León 26' |       | 58' Sergio Herrera | Estadio Tiburcio Carías Andino, Tegucigalpa Toeschouwers: 8.000 Scheidsrechter: Nery Alfaro (ESA) |

|                                                             |      |                                        |          |                                                                                  |
| 31 maart WK-kwalificatie № 382 «onderlinge duels» 21:45 uur | Peru | 0 – 2                                  | Colombia | Estadio Nacional, Lima Toeschouwers: 29.325 Scheidsrechter: Márcio Rezende (BRA) |
| 31 maart WK-kwalificatie № 382 «onderlinge duels» 21:45 uur |      | 30' Freddy Grisales 42' Frankie Oviedo |          | Estadio Nacional, Lima Toeschouwers: 29.325 Scheidsrechter: Márcio Rezende (BRA) |

|                                                     |                                         |       |             |                                                                                             |
| 28 april Vriendschappelijk № 383 «onderlinge duels» | Colombia                                | 2 – 0 | El Salvador | RFK Memorial Stadium, Washington DC Toeschouwers: 23.000 Scheidsrechter: Terry Vaughn (USA) |
| 28 april Vriendschappelijk № 383 «onderlinge duels» | Luis Gabriel Rey 52' Frankie Oviedo 61' |       |             | RFK Memorial Stadium, Washington DC Toeschouwers: 23.000 Scheidsrechter: Terry Vaughn (USA) |

|                                                           |                                       |       |                    |                                                                                              |
| 2 juni WK-kwalificatie № 384 «onderlinge duels» 16:00 uur | Ecuador                               | 2 – 1 | Colombia           | Estadio Olímpico Atahualpa, Quito Toeschouwers: 31.484 Scheidsrechter: Héctor Baldassi (ARG) |
| 2 juni WK-kwalificatie № 384 «onderlinge duels» 16:00 uur | Agustín Delgado 3' Franklin Salas 66' |       | 57' Frankie Oviedo | Estadio Olímpico Atahualpa, Quito Toeschouwers: 31.484 Scheidsrechter: Héctor Baldassi (ARG) |

|                                                           |                                                                                               |       |         |                                                                                               |
| 6 juni WK-kwalificatie № 385 «onderlinge duels» 17:10 uur | Colombia                                                                                      | 5 – 0 | Uruguay | Estadio Metropolitano, Barranquilla Toeschouwers: 7.000 Scheidsrechter: Carlos Amarilla (PAR) |
| 6 juni WK-kwalificatie № 385 «onderlinge duels» 17:10 uur | Víctor Pacheco 17' Tressor Moreno 20' Víctor Pacheco 31' John Restrepo 81' Sergio Herrera 86' |       |         | Estadio Metropolitano, Barranquilla Toeschouwers: 7.000 Scheidsrechter: Carlos Amarilla (PAR) |

|                                                    |                                       |       |            |                                                                           |
| 27 juni Vriendschappelijk № 386 «onderlinge duels» | Colombia                              | 2 – 0 | Argentinië | Orange Bowl, Miami Toeschouwers: 21.000 Scheidsrechter: Kevin Terry (USA) |
| 27 juni Vriendschappelijk № 386 «onderlinge duels» | Tressor Moreno 22' Sergio Herrera 77' |       |            | Orange Bowl, Miami Toeschouwers: 21.000 Scheidsrechter: Kevin Terry (USA) |

| Copa América |
| ------------ |

|                                                      |           |                           |          |                                                                                  |
| 6 juli Copa América Groep A № 387 «onderlinge duels» | Venezuela | 0 – 1                     | Colombia | Estadio Nacional, Lima Toeschouwers: 45.000 Scheidsrechter: Márcio Rezende (BRA) |
| 6 juli Copa América Groep A № 387 «onderlinge duels» |           | 21' (pen.) Tressor Moreno |          | Estadio Nacional, Lima Toeschouwers: 45.000 Scheidsrechter: Márcio Rezende (BRA) |

|                                                      |                  |       |         |                                                                               |
| 9 juli Copa América Groep A № 388 «onderlinge duels» | Colombia         | 1 – 0 | Bolivia | Estadio Nacional, Lima Toeschouwers: 35.000 Scheidsrechter: Pedro Ramos (ECU) |
| 9 juli Copa América Groep A № 388 «onderlinge duels» | Edixon Perea 90' |       |         | Estadio Nacional, Lima Toeschouwers: 35.000 Scheidsrechter: Pedro Ramos (ECU) |

|                                                       |                                        |       |                                  |                                                                                      |
| 12 juli Copa América Groep A № 389 «onderlinge duels» | Peru                                   | 2 – 2 | Colombia                         | Estadio Mansiche, Trujillo Toeschouwers: 25.000 Scheidsrechter: William Mattus (CRC) |
| 12 juli Copa América Groep A № 389 «onderlinge duels» | Nolberto Solano 58' Flavio Maestri 60' |       | 33' Edwin Congo 53' Abel Aguilar | Estadio Mansiche, Trujillo Toeschouwers: 25.000 Scheidsrechter: William Mattus (CRC) |

|                                                           |                                              |       |            |                                                                                      |
| 17 juli Copa América Kwartfinale № 390 «onderlinge duels» | Colombia                                     | 2 – 0 | Costa Rica | Estadio Mansiche, Trujillo Toeschouwers: 18.000 Scheidsrechter: Gustavo Méndez (URU) |
| 17 juli Copa América Kwartfinale № 390 «onderlinge duels» | Abel Aguilar 41' Tressor Moreno 45+2' (pen.) |       |            | Estadio Mansiche, Trujillo Toeschouwers: 18.000 Scheidsrechter: Gustavo Méndez (URU) |

|                                                            |                                                          |       |          |                                                                                    |
| 20 juli Copa América Halve finale № 391 «onderlinge duels» | Argentinië                                               | 3 – 0 | Colombia | Estadio Nacional, Lima Toeschouwers: 22.000 Scheidsrechter: Gilberto Hidalgo (PER) |
| 20 juli Copa América Halve finale № 391 «onderlinge duels» | Carlos Tévez 33' Lucho González 50' Juan Pablo Sorín 80' |       |          | Estadio Nacional, Lima Toeschouwers: 22.000 Scheidsrechter: Gilberto Hidalgo (PER) |

|                                                            |                           |       |                                          |                                                                                            |
| 24 juli Copa América Troostfinale № 392 «onderlinge duels» | Colombia                  | 1 – 2 | Uruguay                                  | Estadio Garcilaso de la Vega, Cuzco Toeschouwers: 35.000 Scheidsrechter: René Ortubé (BOL) |
| 24 juli Copa América Troostfinale № 392 «onderlinge duels» | Sergio Herrera 70' (pen.) |       | 2' Fabián Estoyanoff 80' Vicente Sánchez | Estadio Garcilaso de la Vega, Cuzco Toeschouwers: 35.000 Scheidsrechter: René Ortubé (BOL) |

|  |  |  |  |  |  |  |  |  |

|                                                                |       |       |          |                                                                                       |
| 5 september WK-kwalificatie № 393 «onderlinge duels» 21:00 uur | Chili | 0 – 0 | Colombia | Estadio Nacional, Santiago Toeschouwers: 62.523 Scheidsrechter: Wilson Mendonça (BRA) |
| 5 september WK-kwalificatie № 393 «onderlinge duels» 21:00 uur |       |       |          | Estadio Nacional, Santiago Toeschouwers: 62.523 Scheidsrechter: Wilson Mendonça (BRA) |

|                                                              |                     |       |                   |                                                                                                 |
| 9 oktober WK-kwalificatie № 394 «onderlinge duels» 17:10 uur | Colombia            | 1 – 1 | Paraguay          | Estadio Metropolitano, Barranquilla Toeschouwers: 25.000 Scheidsrechter: Horacio Elizondo (ARG) |
| 9 oktober WK-kwalificatie № 394 «onderlinge duels» 17:10 uur | Freddy Grisales 17' |       | 77' Diego Gavilán | Estadio Metropolitano, Barranquilla Toeschouwers: 25.000 Scheidsrechter: Horacio Elizondo (ARG) |

|                                                               |          |       |          |                                                                                     |
| 13 oktober WK-kwalificatie № 395 «onderlinge duels» 21:50 uur | Brazilië | 0 – 0 | Colombia | Estádio Rei Pelé, Maceió Toeschouwers: 20.000 Scheidsrechter: Jorge Larrionda (URU) |
| 13 oktober WK-kwalificatie № 395 «onderlinge duels» 21:50 uur |          |       |          | Estádio Rei Pelé, Maceió Toeschouwers: 20.000 Scheidsrechter: Jorge Larrionda (URU) |

|                                                                |                 |       |         |                                                                                              |
| 17 november WK-kwalificatie № 396 «onderlinge duels» 18:00 uur | Colombia        | 1 – 0 | Bolivia | Estadio Metropolitano, Barranquilla Toeschouwers: 25.000 Scheidsrechter: Carlos Torres (PAR) |
| 17 november WK-kwalificatie № 396 «onderlinge duels» 18:00 uur | Mario Yepes 18' |       |         | Estadio Metropolitano, Barranquilla Toeschouwers: 25.000 Scheidsrechter: Carlos Torres (PAR) |

## FIFA-wereldranglijst
| JAN | FEB | MAR | APR | MEI | JUN | JUL | AUG | SEP | OKT | NOV | DEC |
| --- | --- | --- | --- | --- | --- | --- | --- | --- | --- | --- | --- |
| 39  | 41  | 41  | 37  | 36  | 37  | 36  | 28  | 28  | 28  | 28  | 26  |

## Statistieken
| Miguel Ángel Calero  | 1971-04-14 | CF Pachuca             | 10 | 0 | 0 | 39 | 0 |
| Juan Carlos Henao    | 1971-12-30 | Once Caldas            | 6  | 1 | 0 | 11 | 0 |
| Verdediging          |            |                        |    |   |   |    |   |
| Luis Amaranto Perea  | 1979-01-30 | Atlético Madrid        | 8  | 0 | 0 | 16 | 0 |
| Andrés Orozco        | 1979-03-18 | Dorados Sinaloa        | 8  | 0 | 0 | 12 | 0 |
| Mario Yepes          | 1976-01-13 | Paris Saint-Germain    | 7  | 0 | 1 | 44 | 2 |
| Gerardo Bedoya       | 1975-11-26 | Puebla FC              | 7  | 0 | 0 | 38 | 4 |
| Gonzalo Martínez     | 1975-11-30 | SSC Napoli             | 7  | 0 | 0 | 36 | 1 |
| Gustavo Victoria     | 1980-05-14 | Çaykur Rizespor        | 7  | 0 | 0 | 7  | 0 |
| Iván Córdoba         | 1976-08-11 | Inter Milaan           | 6  | 0 | 0 | 56 | 5 |
| Arley Dinas          | 1974-05-16 | Deportes Tolima        | 5  | 0 | 0 | 29 | 0 |
| Andrés González      | 1984-01-08 | América de Cali        | 4  | 3 | 0 | 7  | 0 |
| Hayder Palacio       | 1979-07-22 | Atlético Junior        | 2  | 1 | 0 | 4  | 0 |
| José Mera            | 1979-03-11 | Deportivo Cali         | 1  | 0 | 0 | 9  | 0 |
| Elkin Calle          | 1980-05-20 | Atlético Nacional      | 0  | 1 | 0 | 4  | 0 |
| Middenveld           |            |                        |    |   |   |    |   |
| Óscar Díaz           | 1972-06-06 | Deportivo Quito        | 9  | 2 | 0 | 15 | 1 |
| Franky Oviedo        | 1973-09-21 | Puebla FC              | 8  | 0 | 3 | 22 | 4 |
| Jairo Patiño         | 1978-04-05 | CA River Plate         | 7  | 2 | 0 | 23 | 1 |
| Abel Aguilar         | 1985-01-06 | Deportivo Cali         | 7  | 0 | 2 | 7  | 2 |
| David Ferreira       | 1979-08-09 | América de Cali        | 5  | 6 | 0 | 22 | 0 |
| Víctor Pacheco       | 1974-09-24 | CF Atlante             | 5  | 0 | 2 | 23 | 3 |
| John Javier Restrepo | 1977-08-22 | Cruz Azul              | 5  | 0 | 0 | 23 | 0 |
| Jhon Viáfara         | 1978-10-27 | Once Caldas            | 4  | 5 | 0 | 12 | 0 |
| Freddy Grisales      | 1975-09-22 | CA Colón               | 4  | 0 | 2 | 36 | 6 |
| Juan Carlos Ramírez  | 1972-03-22 | Atlético Nacional      | 4  | 0 | 0 | 21 | 0 |
| Fabián Vargas        | 1980-04-17 | Boca Juniors           | 3  | 1 | 0 | 5  | 0 |
| Alexander Viveros    | 1977-10-08 | FC Nantes              | 2  | 3 | 0 | 33 | 2 |
| Arnulfo Valentierra  | 1974-08-16 | Al-Hilal               | 2  | 0 | 0 | 11 | 1 |
| Neider Morantes      | 1975-08-03 | Independiente Medellín | 1  | 2 | 0 | 21 | 4 |
| Giovanni Hernández   | 1976-06-16 | CA Colón               | 1  | 1 | 0 | 27 | 4 |
| Andrés Pérez         | 1980-09-05 | Quilmes AC             | 1  | 1 | 0 | 3  | 0 |
| Jaime Castrillón     | 1983-05-05 | Independiente Medellín | 0  | 2 | 0 | 2  | 0 |
| Andrés Chitiva       | 1979-08-14 | CF Pachuca             | 0  | 1 | 0 | 1  | 0 |
| Juan Fernando Leal   | 1980-08-02 | Envigado FC            | 0  | 1 | 0 | 1  | 0 |
| Elkin Soto           | 1980-08-04 | Once Caldas            | 0  | 1 | 0 | 1  | 0 |
| Aanval               |            |                        |    |   |   |    |   |
| Sergio Herrera       | 1981-03-15 | Al-Ittihad             | 7  | 0 | 4 | 7  | 4 |
| Elkin Murillo        | 1977-09-20 | LDU Quito              | 6  | 4 | 0 | 23 | 0 |
| Tressor Moreno       | 1979-01-11 | Deportivo Cali         | 6  | 3 | 4 | 13 | 4 |
| Juan Pablo Ángel     | 1975-10-24 | Aston Villa            | 4  | 0 | 0 | 27 | 7 |
| Edwin Congo          | 1976-10-07 | Levante UD             | 2  | 1 | 1 | 17 | 3 |
| Luis Gabriel Rey     | 1980-02-20 | Monarcas Morelia       | 2  | 0 | 1 | 3  | 1 |
| Jairo Castillo       | 1977-11-17 | Real Valladolid        | 3  | 1 | 0 | 12 | 0 |
| León Muñoz           | 1977-02-21 | Palmeiras              | 1  | 0 | 0 | 1  | 0 |
| Léider Preciado      | 1977-02-26 | Al-Shabab              | 1  | 0 | 0 | 9  | 3 |
| Edixon Perea         | 1984-04-20 | Atlético Nacional      | 0  | 5 | 1 | 5  | 1 |
| Eudalio Arriaga      | 1975-09-19 | Puebla FC              | 0  | 2 | 0 | 14 | 1 |
| Milton Rodríguez     | 1976-04-28 | Deportivo Cali         | 0  | 1 | 0 | 1  | 0 |

Colfútbol · A-internationals · Selecties · Statistieken · Bondscoaches · Colombiaans vrouwenelftal · Olympisch elftal · Colombia U20 · Colombia U17
1938 – 1949 ·
1950 – 1959 ·
1960 – 1969 ·
1970 – 1979 ·
1980 – 1989 ·
1990 – 1999 ·
2000 – 2009 ·
2010 – 2019 ·
2020 – 2029
WK 1962 · 
WK 1990 · 
WK 1994 · 
WK 1998 · 
WK 2014 · 
WK 2018
OS 1968 · 
OS 1972 · 
OS 1980 · 
OS 1992 · 
OS 2016
1938 · 
1939 · 1940 · 1941 · 1942 · 1943 · 1944 · 
1946 · 
1947 · 
1948 · 
1949 · 
1950 · 1951 · 1952 · 1953 · 1954 · 1955 · 1956 · 
1957 · 
1958 · 1959 · 1960 · 
1961 · 
1962 · 
1963 · 
1964 · 
1965 · 
1966 · 
1967 · 
1968 · 
1969 · 
1970 · 
1971 · 
1972 · 
1973 · 
1974 · 
1975 · 
1976 · 
1977 · 
1978 · 
1979 · 
1980 · 
1981 · 
1982 · 
1983 · 
1984 · 
1985 · 
1986 · 
1987 · 
1988 · 
1989 · 
1990 ·
1991 · 
1992 · 
1993 · 
1994 · 
1995 · 
1996 · 
1997 · 
1998 · 
1999 · 
2000 · 
2001 · 
2002 · 
2003 · 
2004 · 
2005 · 
2006 · 
2007 · 
2008 · 
2009 · 
2010 · 
2011 · 
2012 · 
2013 · 
2014 · 
2015 · 
2016 · 
2017 ·
2018 ·
2019 ·
2020 ·
2021
Algerije ·
Argentinië ·
Australië ·
Bahrein ·
België ·
Bolivia · 
Brazilië ·
Canada ·
Chili ·
China · 
Costa Rica ·
Cuba ·
DDR ·
Duitsland ·
Ecuador ·
Egypte ·
El Salvador ·
Engeland ·
Finland ·
Frankrijk ·
Griekenland ·
Guatemala · 
Haïti ·
Honduras ·
Hongarije ·
Hongkong ·
Ierland ·
Irak ·
Israël ·
Ivoorkust ·
Jamaica ·
Japan ·
Joegoslavië ·
Jordanië ·
Kameroen ·
Koeweit · 
Liberia · 
Marokko ·
Mexico ·
Montenegro ·
Nederland ·
Nederlandse Antillen ·
Nicaragua ·
Nieuw-Zeeland · 
Nigeria ·
Noord-Ierland ·
Noorwegen ·
Panama ·
Paraguay ·
Peru ·
Polen ·
Puerto Rico ·
Qatar ·
Roemenië ·
Saoedi-Arabië ·
Schotland ·
Senegal ·
Servië ·
Slovenië ·
Slowakije ·
Sovjet-Unie ·
Spanje ·
Trinidad en Tobago ·
Tsjecho-Slowakije ·
Tunesië · 
Turkije · 
Uruguay ·
Venezuela ·
Verenigde Arabische Emiraten · 
Verenigde Staten ·
Zuid-Afrika ·
Zuid-Korea ·
Zweden ·
Zwitserland
Brazilië (2014) ·
Engeland (2018) ·
Griekenland (2014) ·
Ivoorkust (2014) ·
Japan (2014) ·
Japan (2018) ·
Polen (2018) ·
Senegal (2018) ·
Uruguay (2014)